# Abdel Hafed Benotman
 (février 2015).
Si vous disposez d'ouvrages ou d'articles de référence ou si vous connaissez des sites web de qualité traitant du thème abordé ici, merci de compléter l'article en donnant les références utiles à sa vérifiabilité et en les liant à la section « Notes et références ».
Œuvres principales
1992 : Les Forcenés
Abdel Hafed Benotman, né le 3 septembre 1960 à Paris et mort le 20 février 2015, dans la même ville, est un écrivain de langue française et de nationalité algérienne. Vivant en France, il est l'auteur de romans policiers, de nouvelles, de poésies, de chansons, de pièces de théâtre et de scénarios de films. Il a également été condamné plusieurs fois pour vols et braquages de banques et a fait plusieurs séjours en prison.

## Biographie

### Enfance et jeunesse
Abdel Hafed Benotman est né à Paris le 3 septembre 1960. Il est le dernier né d'une famille de quatre enfants, de parents algériens arrivés en France dans les années 1950. Il passe son enfance dans le 6e arrondissement de Paris (Quartier latin). Il quitte l'école à 15 ans et connaît son premier séjour en prison à l'âge de 16 ans au Centre de Jeunes Détenus de la maison d'arrêt de Fleury-Mérogis. À sa sortie, il occupe différents petits emplois : livreur-manutentionnaire, chez un fleuriste et dans le prêt-à-porter.

### Séjours en prison et écriture
En 1979, à la suite d'un braquage, il passe devant la Cour d'assises. Il est condamné à deux fois sept ans de prison qu'il effectue dans différents centres pénitentiaires, dont la Maison centrale de Clairvaux. Il refuse le travail obligatoire en prison, mais il participe à des ateliers de théâtre. En 1984, il est libéré. Ayant participé à l'atelier théâtre que menait Maryvonne Vénard (écrivaine et metteuse en scène) à la Centrale de Clairvaux depuis 1982, à sa sortie de prison, il est pris en charge par la compagnie du théâtre de la Pierre Noire qui l'installe à Troyes. Il y travaille durant deux ans et demi. Il joue des pièces d'Anton Tchekhov, Victor Hugo (mises en scène de Maryvonne Vénard)…
Il anime des ateliers de théâtre avec différents publics : enfants psychotiques, personnes âgées, jeunes délinquants, handicapés.
En 1987, il revient à Paris et se lance dans l'écriture pour le théâtre. Il écrit deux pièces : M. Toz et La pension qui seront mises en scène par son frère et jouées à Aix-en-Provence et à Paris.
En 1990, il récidive et est à nouveau condamné à huit ans de prison pour vol. Il se rapproche de l'extrême gauche. Il se considère comme prisonnier politique et participe aux Luttes anticarcérales.
En 1993, son premier recueil de nouvelles, Les Forcenés, est édité alors qu'il est encore en prison.
En 1994, du fait de l'application de la loi Pasqua sur la double peine, il est menacé d'expulsion vers l'Algérie, ne parvenant pas à faire renouveler son permis de séjour. Il s'évade de prison et se cache (il totalisera 18 mois de cavale sur l'ensemble de ses peines de prison). Il vit sans papiers depuis 1996. En 1995, il est repris et condamné à 2 ans et 6 mois supplémentaires pour évasion, puis encore 3 ans de plus.
En 1996, il est victime d'un double infarctus en prison et doit être opéré. Il est depuis en insuffisance cardiaque.
À partir des années 2000, François Guérif, éditeur chez Rivages/Noir soutient le travail d'écrivain d'Abdel Hafed Benotman et publie la plupart de ses livres.
C'est au cours de son séjour à la Maison d'arrêt de Fresnes, en 2004, que Jean-Hugues Oppel, auteur de romans policiers aux Éditions Rivage et ami depuis 2000 lui rend visite régulièrement et l'encourage à poursuivre son travail d'écriture. Il préface son livre Les Forcenés. 
En 2005, alors qu'il est toujours incarcéré, Abdel Hafed Benotman épouse Francine. En 2007, il sort de prison et la retrouve. Elle ouvre le restaurant associatif « Diet Éthique » dans le 15e arrondissement de Paris.
Depuis cette date, il continue d'écrire. Il participe régulièrement à des salons et festivals littéraires. En 2008, il rencontre le juge Éric Halphen, auteur de romans policiers lui aussi, dans le cadre d'un échange littéraire. Abdel Hafed Benotman est aussi membre du jury pour le Théâtre du Rond-Point des Champs-Élysées, en lien avec les conservatoires parisiens. En 2012, il écrit et met en scène une nouvelle pièce de théâtre, Les Aimants au Vingtième Théâtre de Paris.

### Engagements et luttes anti-carcérales
À partir de 1998, il entretient une correspondance avec des prisonnières dont Joëlle Aubron, militante d'Action directe, Idoia López Riaño, militante de l'ETA et Francine qu'il épousera en 2005, quand elle sera dehors et lui de nouveau arrêté. 
En décembre 1999, il est libéré du centre de détention de Melun.
Jacques Doillon, cinéaste, lui propose un petit rôle dans un de ses films. Il est invité pour des conférences sur l'univers carcéral, dont une en 2000 à l'École nationale de la magistrature. Son recueil de nouvelles, les Forcenés, est réédité.
En 2000, il est intervenant dans l'association « Dire et faire contre le racisme » parrainée par Danielle Mitterrand, ainsi que dans l'association « Ban public ». Il est invité dans des émissions littéraires et anime une émission de radio hebdomadaire, Ras les murs, sur Radio libertaire à Paris. Il est ouvreur au cinéma Le Méliès à Montreuil en Seine-Saint-Denis. Il joue un second rôle dans un épisode de la série télévisée Central Nuit.
En 2001, sur Fréquence Paris Plurielle, il participe à la création de l'émission de radio : L'envolée  en référence à Georges Coustel, le premier en France à avoir fait évader ses amis par hélicoptère. Puis un journal du même nom est lancé pour toucher les prisonniers au-delà de la région parisienne. En 2002, il écrit la Politesse des foules pour la compagnie Arcadin. Cette pièce de théâtre est jouée par les habitants des quartiers de Dreux. Une autre de ses pièces, le Numéro sortant, est jouée au Théâtre du Nord-Ouest à Paris pour l'association Ban Public.
De 2004 à 2007, il effectue une dernière peine de prison à la suite de sept braquages pour un butin de 22 000 euros.
Il est enterré au cimetière parisien d'Ivry (16e division).

## Prix et distinctions
- 2003 : Prix littéraire décerné par la Ville de Paris[12]
- 2010 : Grand Prix du meilleur scénariste et prix Sopadin[13] pour une de ses nouvelles, le Maître des mots
- 2011 : sélection à Cannes d'un premier long métrage, Sur la planche[14], réalisé par Leïla Kilani. Il en est le coscénariste.
- 2012 : Prix Thierry-Jonquet décerné au cours du festival La Canourgue noire pour son livre Éboueur sur échafaud [15]
- Depuis 2015, le prix Hafed Benotman est remis à un roman noir par des collégiens dans le cadre du Festival des Nuits Noires d’Aubusson.

## Œuvre

### Romans
- 1992 : Les Forcenés, recueil de nouvelles préfacé par Robin Cook, Éd. Clô. (réédition en 2000 chez Rivages/Noir)
- 2003 : Éboueur sur échafaud, roman autobiographique, Rivages/Noir
- 2006 : Le Philotoon's: Correspondance entre l'auteur en prison et des amis de l'intérieur et de l'extérieur, Éd. L'Insomniaque
- 2006 : Les Poteaux de torture, second recueil de nouvelles, Éd. Rivages
- 2008 : Marche de nuit sans lune : roman, Éd. Rivages (en cours d'adaptation par Abdellatif Kéchiche)
- 2011 : Garde à vie : roman jeunesse, Éd. Syros, Coll. Rat noir
- 2012 : Gonzo à gogo : de Ange Rebelli et Jack Maisonneuve, roman, 2012. Éd. Tabou
- 2012 : Coco, Éd. Écorce, illustré par Laurence Biberfeld
- 2012 : Un nageur en plein ciel, roman d'Idir Lorent, dont il écrit la préface. 2012, Rivages/Noir
- 2016 : Un jardin à la cour, Éd. Rivages/Thriller (posthume)

### Poésie
- 2010 : L'Œil à clé : recueil de poésies, Éd. Domens

### Théâtre
- 2001 : La Joue du roi, suivi de Vomitif, pièces de théâtre, Éd. L'Insomniaque
- 2002 : La Politesse des foules, pièce de théâtre qu'il met en scène en 2002

## Filmographie
- 2000 : second rôle dans le film Carrément à l'ouest de Jacques Doillon
- 2006 : Mordre, un film de Nourdine Halli, adapté de la nouvelle « Les Dents blanches » tirée du recueil Les forcenés des Éditions Rivages
- 2011 : coscénariste du film Sur la planche de Leïla Kilani
- 2014 : coscénariste du film Fièvres d'Hicham Ayouch
- 2016 : Diamant noir de Arthur Harari - Rachid (le film lui est dédié) – (posthume)